# ハンフリー・カヤンゲ
ハンフリー・カヤンゲ（Humphrey Kayange、1982年7月20日 - ）は、ケニアの元ラグビーユニオン選手。IOC委員。

## プロフィール
- ケニア・ナイロビ出身[1]。
- ポジションはセンター(CTB)、フルバック(FB)。
- 身長 198cm、体重 105kg
- 弟のインジェラはラグビー選手[2]。
- ケニア代表通算キャップ数は49[3]。
- 7人制ケニア代表の主将を務めたことがある[4]。

## 略歴
2016年、リオ五輪の7人制ケニア代表に選ばれた。
2018年、現役を引退した。
そして2021年、IOC委員に選出された。